# Bon Scott
Ronald Belford „Bon” Scott (ur. 9 lipca 1946 w Forfar, zm. 19 lutego 1980 w Londynie) – australijski wokalista rockowy, członek zespołu AC/DC.
19 stycznia 1994 został wprowadzony do Rock and Roll Hall of Fame (jako członek AC/DC). W wydaniu „Classic Rock” z lipca 2004, Scott został sklasyfikowany jako numer jeden na liście „100 największych liderów wszech czasów” przed Freddiem Mercurym i Robertem Plantem. W 2006 został sklasyfikowany na piątym miejscu na liście 100. największych wokalistów heavymetalowych wszech czasów według „Hit Parader”.

## Życiorys
Urodził się w Forfar w Wielkiej Brytanii, w Szkocji, jako drugi syn Isabelle Cunningham „Isy” Mitchell (1917–2011) i Charlesa Belforda „Chicka” Scotta (1917–1999). Pierworodnym był chłopiec Sandy, który zmarł wkrótce po urodzeniu. Wychowywał się w Kirriemuir z młodszymi braćmi; Derekiem (ur. 1949) i Graeme (ur. 1953). W 1952, w wieku sześciu lat wyemigrował wraz z rodziną do Australii. Rodzina początkowo osiedliła się w Melbourne, ale w 1956 przeniosła się do Fremantle w zachodniej Australii. Uczęszczał do North Fremantle Primary School, a naukę kontynuował w John Curtin College of the Art. Mając problemy z zasadami, spowodował, że porzucił szkołę w wieku 15 lat. Przez krótki czas służył w Australian Army, ale został zwolniony za niedostosowanie społeczne.
Uczył się gry na perkusji i dudach w lokalnym zespole. Jego inspiracją stał się Little Richard. W 1964 w Perth przyłączył się do zespołu The Spektors, z którym był związany do 1966 jako perkusista i wokalista. W latach 1966–1970 był wokalistą formacji The Valentines, a w latach 1970-1973 występował jako wokalista i grał na flecie w grupie Fraternity. W 1974 jako główny wokalista AC/DC zastąpił usuniętego z zespołu Dave'a Evansa. W latach 1974–1980 wspólnie z AC/DC nagrał sześć albumów studyjnych i jeden koncertowy. 
24 stycznia 1972 ożenił się z Irene Thornton, która była inspiracją utworu „She’s Got Balls”. Jednak w 1974 doszło do rozwodu.
Zmarł 19 lutego 1980 w Londynie wskutek zadławienia się własnymi wymiocinami po wypiciu ogromnej ilości alkoholu. Został pochowany na cmentarzu w australijskim mieście Fremantle.